# Juan Cristóbal Romea y Tapia
Juan Cristóbal Diego Romea Tapia (Daroca, 11 de mayo de 1732 - Zaragoza, 1766), poeta, periodista y escritor español del siglo XVIII.

## Biografía
Hijo de Diego Romea y Francisca Tapia, según anota Latassa, estudió Filosofía y Teología
en la Universidad de Zaragoza; imprimió en Madrid tres folletos con poesía áulica dirigida a los reyes Fernando VI y Carlos III. Perteneció a una Academia Poética Matritense presidida por el marqués de Estepa.
Imprimió el periódico más o menos quincenal El Escritor sin título (1763-1764), del que salieron once números y a veces dos tiradas distintas, publicando a veces poesías del autor; en 1790 se publicó una nueva edición en Madrid (también con una segunda tirada) en la imprenta de Benito Cano; contiene discursos escritos con mucha agudeza verbal, juegos de palabras y sabor popular, adagios y locuciones proverbiales que lo convierten en una gran cantera para el estudio del idioma; se consideraba un purista enemigo de todo lo afrancesado y atacó los numerosos galicismos introducidos en la lengua de su época. Los primeros números critican sin nombrarlo a Francisco Mariano Nifo y defienden el teatro antiguo español del Barroco; en el famoso "Discurso quarto apologético de los Autos de don Pedro Calderón de la Barca" y en el quinto siguiente defendió contra los ilustrados los autos sacramentales, pero su defensa no surtió efecto y fueron prohibidos en 1765. En los siguientes arremete contra Nicolás Fernández de Moratín.
Obtuvo una ración en la Colegiata de Daroca, y para recibirla tuvo que ordenarse de subdiácono. Murió bastante joven en Zaragoza en 1766, y fue sepultado en la iglesia parroquial de Santa María Magdalena.

## Obras
- Puntual descripción, amante desahogo, Pintura fiel, de las solemnes rogativas, que por la salud importantíssima de nuestro Catholico Monarca Don Fernando el Sexto (que Dios Guarde) se ha hecho en esta Corte, en la sagrada translación de sus especiales Patronos, y fiel assistencia de los Cuerpos más distinguidos. Compuesta en metro por D. Christoval Romea y Tapia. Madrid, Oficina de Manuel Martín, 1758.
- Espejo mas christiano, que político..., Madrid, imprenta de Manuel Martín, s. a., pero 1759.
- Amante desahogo del nunca bastante sentido estrago... Madrid, por Miguel Escribano, 1759, reimpreso en Zaragoza: Joseph Fort.
- El Escritor sin título (1763 - 1764; dos tiradas; otra ed. en Madrid. Benito Cano, 1790, también dos tiradas)